# San Cassiano (Croazia)
San Cassiano (in croato Sukošan) è un comune della Dalmazia nella regione zaratina. Al censimento del 2001 possedeva una popolazione di 4 402 abitanti.

## Geografia antropica

### Località
Il comune di San Cassiano è suddiviso in 4 frazioni (naselja), di seguito elencate. Tra parentesi il nome in lingua italiana, spesso desueto.
- Debeljak (Debegliacco)
- Glavica (Glavizza)
- Gorica (Gorizza[8][9])
- Sukošan (San Cassiano), sede comunale